# Nesiergus gardineri
Nesiergus gardineri is een spinnensoort in de taxonomische indeling van de vogelspinnen (Theraphosidae).
Het dier behoort tot het geslacht Nesiergus. De wetenschappelijke naam van de soort werd voor het eerst geldig gepubliceerd in 1911 door Arthur Stanley Hirst.